# The one in the middle
The one in the middle is een nummer van de Britse popgroep Manfred Mann. Het werd op 18 juni 1965 in het Verenigd Koninkrijk uitgebracht op een extended play (ep) met vier nummers. Daarvan was dit het titelnummer.

## Achtergrond
Zanger Paul Jones, die het liedje schreef, stelt de leden van de groep voor: Mike Hugg op drums, Tom McGuinness op basgitaar, Manfred Mann op elektronisch orgel, Mike Vickers op gitaar, Maar daar komen de mensen niet voor. Ze komen voor Paul Jones, de zanger:
The people of the town
Came just to stand around
And see the singer lookin' sweet.
(De mensen uit de stad
Kwamen alleen maar om te kijken
Naar de zanger, die er zo lief uitziet.)
Volgens de hoestekst van de ep schreef Paul Jones het nummer oorspronkelijk voor The Yardbirds, maar Keith Relf, de zanger, zag er niets in. Toen werkte Jones het nummer om voor zijn eigen groep. Nadat de groep het nummer diverse malen had uitgevoerd tijdens live-optredens, besloot ze het ook op de plaat te zetten.
Het nummer werd opgenomen op 28 juli 1964 in de studio van EMI. Het duurde bijna een jaar voor de bijbehorende ep werd uitgebracht. Dat gebeurde op 18 juni 1965.
Op de cd-box Down the road apiece (2007), die het complete oeuvre van de groep in de jaren 1963-1966 bevat, staat ook een latere versie van het nummer, opgenomen op 5 april 1965.

## De plaat
De ep The one in the middle bevatte de volgende nummers:
1. The one in the middle
2. Watermelon man (opgenomen op 16 november 1964)[2]
3. What am I to do (opgenomen op 12, 16 en 17 maart 1965)[2]
4. With God on our side (opgenomen op 11 januari 1965)[2]

De ep kwam niet uit in de Verenigde Staten. Het nummer The one in the middle is daar wel uitgebracht, namelijk als achterkant van de single If you gotta go, go now, verschenen in oktober 1965 (ASCOT 2194).
In Nederland kwam The one in the middle in oktober 1965 uit op single met op de achterkant With God on our side (His Master's Voice 7 QH 5064), hoewel de ep in dat land ook verkrijgbaar was.
In Frankrijk kwam een andere ep met het nummer uit (La Voix De Son Maître 7 EGF 853):
1. If you gotta go, go now
2. Can't believe it
3. The one in the middle
4. John Hardy

Het nummer staat op de albums Mann made hits (UK) en My little red book of winners (VS).

## Hitnoteringen
De ep werd een hit in het Verenigd Koninkrijk. Naast de UK Singles Chart en de UK Albums Chart bestond tussen maart 1960 en december 1967 een aparte UK EP Chart, Daar wisselde The one in the middle stuivertje met Got live if you want it! van The Rolling Stones:
| Datum            | Nummer 1 in de UK EP Chart     |
| ---------------- | ------------------------------ |
| 19 juni 1965     | The one in the middle          |
| 26 juni 1965     | Got live if you want it!       |
| 3 juli 1965      | The one in the middle          |
| 10 juli 1965     | The one in the middle          |
| 17 juli 1965     | The one in the middle          |
| 24 juli 1965     | The one in the middle          |
| 31 juli 1965     | Got live if you want it!       |
| 7 augustus 1965  | The one in the middle          |
| 14 augustus 1965 | The one in the middle          |
| 21 augustus 1965 | The one in the middle          |
| 28 augustus 1965 | The one in the middle          |
| 4 september 1965 | Donovan, The universal soldier |

In andere hitlijsten, zoals die van de New Musical Express en die van Melody Maker, werden de verkoopresultaten van singles en ep's in één hitlijst bijgehouden. In The Melody Maker Single Charts kwam de ep The one in the middle tot nummer 7. In de NME Singles Chart was het verloop als volgt:
| Hitnotering: 19-06-1965 t/m 7-08-1965 | Hitnotering: 19-06-1965 t/m 7-08-1965 | Hitnotering: 19-06-1965 t/m 7-08-1965 | Hitnotering: 19-06-1965 t/m 7-08-1965 | Hitnotering: 19-06-1965 t/m 7-08-1965 | Hitnotering: 19-06-1965 t/m 7-08-1965 | Hitnotering: 19-06-1965 t/m 7-08-1965 | Hitnotering: 19-06-1965 t/m 7-08-1965 | Hitnotering: 19-06-1965 t/m 7-08-1965 | Hitnotering: 19-06-1965 t/m 7-08-1965 | Hitnotering: 19-06-1965 t/m 7-08-1965 |
| Week:                                 | 1                                     | 2                                     | 3                                     | 4                                     | 5                                     | 6                                     | 7                                     | 8                                     |                                       |                                       |
| ------------------------------------- | ------------------------------------- | ------------------------------------- | ------------------------------------- | ------------------------------------- | ------------------------------------- | ------------------------------------- | ------------------------------------- | ------------------------------------- | ------------------------------------- | ------------------------------------- |
| Positie:                              | 18                                    | 10                                    | 6                                     | 9                                     | 10                                    | 14                                    | 17                                    | 25                                    | uit                                   |                                       |

In de Nederlandse Top 40 stond de single met The one in the middle en With God on our side twee weken genoteerd:
| Positie: | 35 | 39 | uit |

## Cover
The Leaves maakten een eigen versie van het nummer, waarbij de namen van de band van Manfred Mann waren vervangen door hun eigen namen. Het nummer staat op hun album All the good that's happening uit 1967.